# 鉄道車両におけるハイブリッド
鉄道車両におけるハイブリッド（てつどうしゃりょうにおけるハイブリッド）では、内燃機関と、蓄電池やフライホイールなどのエネルギーを貯蔵する機構を併載する鉄道車両について扱う。
2000年代以降の環境意識の高まりは、従来、自動車との比較でエネルギー効率が高く環境に優しいとされてきた鉄道車両の分野にも及びつつあり、より一層のエネルギー効率の向上が求められつつある。
ハイブリッド鉄道車両は、ディーゼルエンジンによって発電した電気を蓄電池に貯め、主電動機のみで駆動する（電気式気動車に蓄電池を付加した形）シリーズ方式と、ディーゼルエンジンと主電動機（電源はシリーズ方式に同じ）の双方を直接駆動に用いるパラレル方式（マイルドハイブリッド方式を含む）の2つの方式に大別される。なお、方式については事業者ごと、あるいは車両ごとに独自の呼称が使用されている場合がある。

## 概要

### 特徴
ハイブリッド機関車・気動車の利点としては、回生ブレーキを使用して発生した電気を蓄電池に貯蔵するなどすることにより、従来は制動時に摩擦熱として捨てられていたエネルギーの回収が可能で、それを動力用として再利用できる点が挙げられる。また、力行時に必要とされる出力をエンジンだけに頼ることがなくなるため、エンジン稼働時間の短縮や小排気量化が可能となり、排出ガス量の低減が期待される。ただし、欠点としては蓄電池の搭載により重量が増加するため、上り勾配の斜度や距離などの条件次第ではむしろエネルギー効率が落ちることも考えられる。
鉄道車両でのハイブリッド機構の開発・導入は特に気動車を中心に19世紀末から行われているが、20世紀末から21世紀にかけての環境意識の高まりとともに、さらなるエネルギー効率の向上を目指して各国で導入が進んでいる。

### 日本におけるシリーズハイブリッド式気動車の導入
日本国有鉄道（国鉄）時代から、出力が低い割りに重量が過大となる電気式気動車が敬遠されてきた日本では、2000年代以降、シリーズハイブリッド気動車という形で電気式気動車の導入への試行が行われた。日本で電気式気動車が顧みられるようになったことには、次のような背景がある。
- 性能面 ディーゼルエンジン技術向上によるエンジンの軽量化・高効率化が進み、ステンレス素材等による車体の軽量化も進展する一方、軽量な誘導電動機や交流発電機が鉄道車両用に実用化され、電気式気動車が液体式気動車と遜色ない性能を得られるようになった。
- 液体式気動車に対する総合的な優位性 液体式気動車における専用機器類として、液体変速機、変速機と台車間の推進軸（プロペラシャフト）、駆動力を台車内で直角に方向転換する減速機といった装置が挙げられる。これらは日本国内の限られた気動車向けに比較的少数が供給されているに過ぎず、コスト高の原因である。加えて、走行中に角度を変えながら高速回転する推進軸回りは脱落事故のリスクが付きまとい、安全上問題であった。電気式気動車は、台車および主電動機、動力伝達装置を電車と共用でき、制御装置や補助機器類についても電車と共通化させやすい。電車の駆動系機器は液体式気動車のそれより格段に量産規模が大きく、台車内でパッケージ化されていて安全性・信頼性にも優れるため、その採用はイニシャルコスト、メンテナンスコストの両面で得策である。
- 技術的拡張性 電気式気動車は、エンジンと駆動系が機械的に切り離されているため、電車同様、システム全体のモジュラー化が容易となる。これにより、ハイブリッド方式の採用や、発電ユニットをエンジンから燃料電池に置き換え得るなど、技術の進展に合わせた拡張性に優れる。

また、ハイブリッド鉄道車両を含む電気式気動車については、甲種内燃車運転免許だけでなく、甲種電気車運転免許でも追加の教育を受ければ運転することができるようになっており、鉄道事業者の運転教育などのコストが低減されている。
なお、日本における電気式気動車の復権は当初ハイブリッド気動車によって開始されたが、蓄電池を搭載しない純粋な電気式気動車の導入も広がりつつある。

### 方式

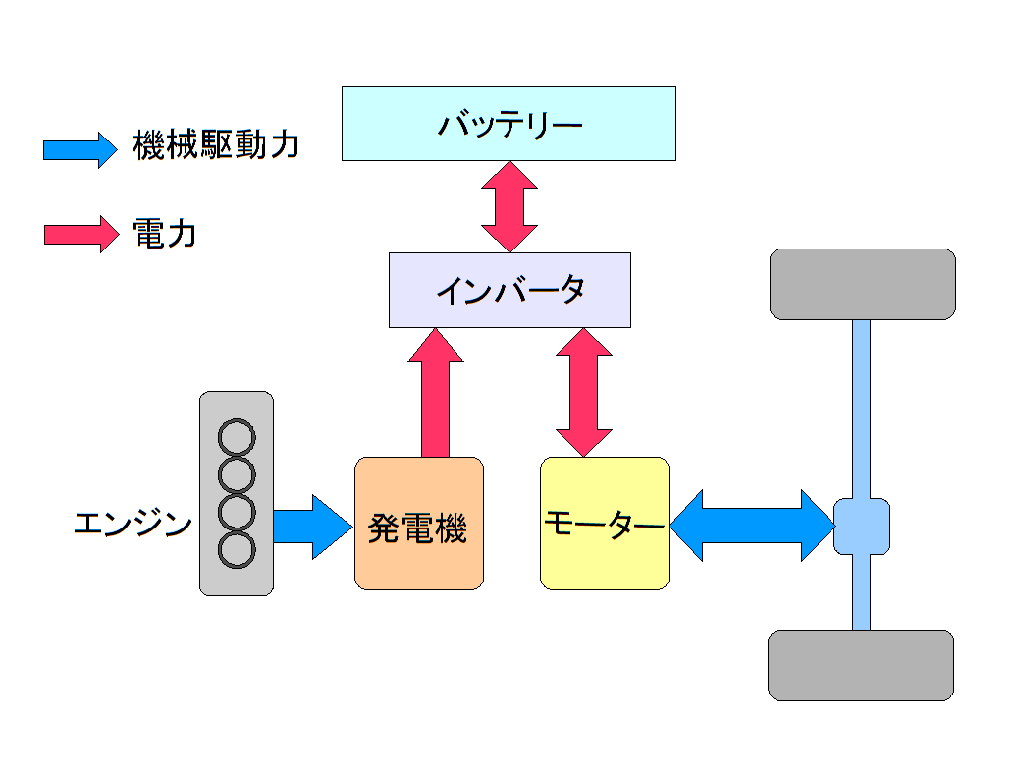
シリーズハイブリッド

#### シリーズ方式
シリーズ方式（直列方式）は、エンジンで発電機を駆動して発電し、モーターを車軸の駆動と回生に使用し、さらにエンジンで発電した際の余剰電力および回生ブレーキにより発生した電力を回収するための蓄電池を有するもので、電気式気動車に蓄電池を付加した形（あるいは電車にディーゼル発電機と蓄電池を付加した形）である。自動車では日産自動車の「e-POWER」や、ダイハツ工業の「e-SMART HYBRID」が同様のシステムとなる。
電気式気動車の発電機とモーターの間に大容量バッテリーを追加することにより、エンジンと発電機双方の小型化とエンジンの使用率低減を可能とし、効率を改善したのがシリーズ方式である。モーター駆動であるため出力制御が容易で、通常の内燃車に必須な変速機や推進軸が不要であることが利点であるが、内燃車と電気車のシステムが共存するため、システム占有体積と重量が大きくなること、エンジン動力を一旦電気に変換する際に発生する熱エネルギーの損失が多く、回生制御が働かないと効率が落ちることが欠点となる。

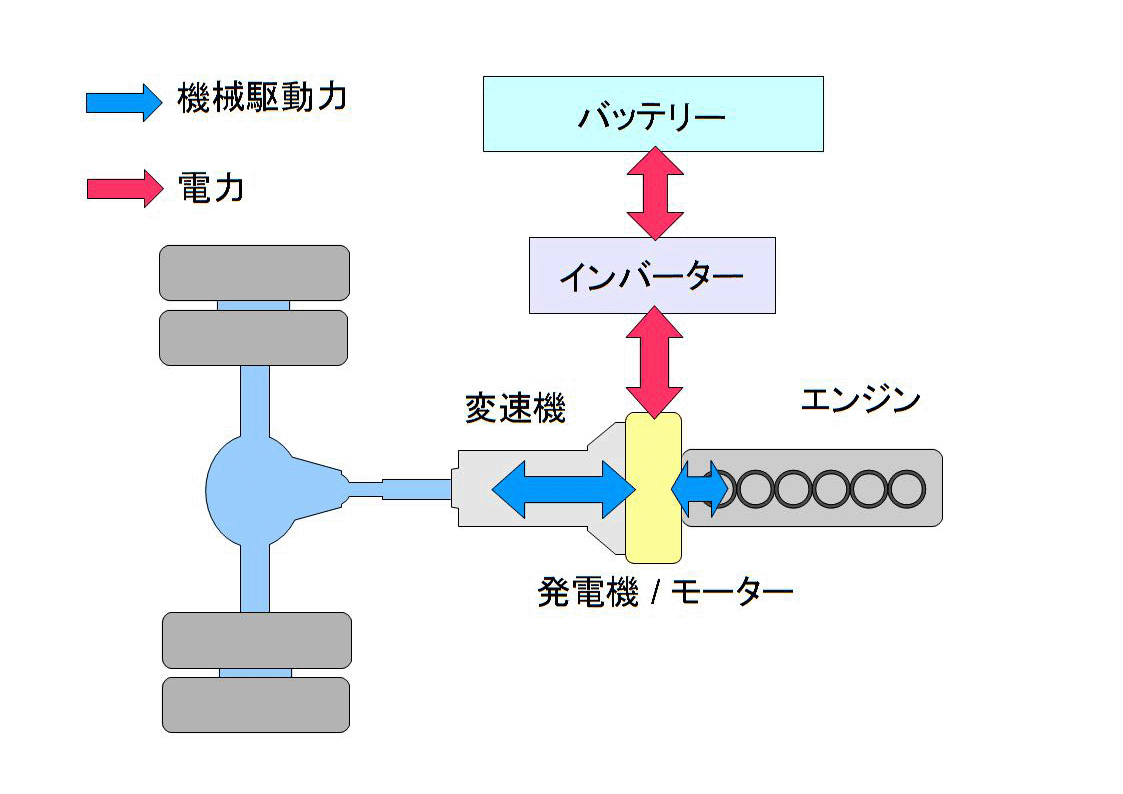
パラレルハイブリッド
日野自動車・HIMRシステムの例

#### パラレル方式
パラレル方式（並列方式）は、搭載している複数の原動機を車輪の駆動に使用する方式である。エンジンの出力はトルク × 回転数の関係にあるため、低回転時には十分なパワーが得られないばかりかアイドリングを含めて効率が低く、排出ガスの浄化能力も落ちる。一方、モーターは起動時に最大トルクを発生するものが多い。そこで、発進時や急加速時など、エンジンが苦手とする熱効率が低く有害排出物の多い範囲をモーターに受け持たせたものがパラレル方式である。マイルドハイブリッド方式もパラレル式の一種にあたるほか、モーターアシスト方式もパラレル方式の別名である。一般的に「ハイブリッド」というと、自動車ではパラレル式を指すことが多いが、鉄道においては、2020年（令和2年）現在まで日本では量産化されておらず、少数派である。これまで開発は北海道旅客鉄道（JR北海道）のみが手掛けており、液体式気動車を試験目的で2007年（平成19年）に改造したキハ160形と、そのハイブリッド駆動システムにハイブリッド車体傾斜システムを組み合わせ、2014年（平成26年）に量産先行車の3両1編成が製造されたキハ285系のみである。前者は試験終了後の2013年（平成25年）に、後者は試運転まで実施したものの、同社の旅重なる不祥事により一度も実用試験を行うこと無く、2015年（平成27年）に廃車となっている。
パラレル方式では、エンジンは従来の内燃車と遜色のない出力を備えるものが多く、内燃車同様変速機や推進軸を介して車輪の駆動を行い、同時にモーターを用いた発電（充電）も行う。回生ブレーキの発電機としても用いられるモーターは発進から中速域までを受け持ち、車両総重量に比較して小型で出力も小さい。
一般に、モーター1基で実現可能という設置重量および体積面と、エンジンによる直接駆動もできるなどの効率面でシリーズ方式よりも優れている。ただし、双方の動力源の利点を活かすための構造や制御が複雑とされ、モーター1基ゆえに発電と駆動を同時にできないという欠点がある（モーターの使用頻度が高まるほど充電時間が短くなる）。また、ハイブリッドシステム自体には速度を制御する機能が盛り込まれておらず、通常の内燃車と同じように変速機が必要であるほか、推進軸なども残るため駆動系の適切なメンテナンスが必要になり、推進軸の脱落による事故のリスクも残る。

## 19世紀末から20世紀初頭の試験・採用例

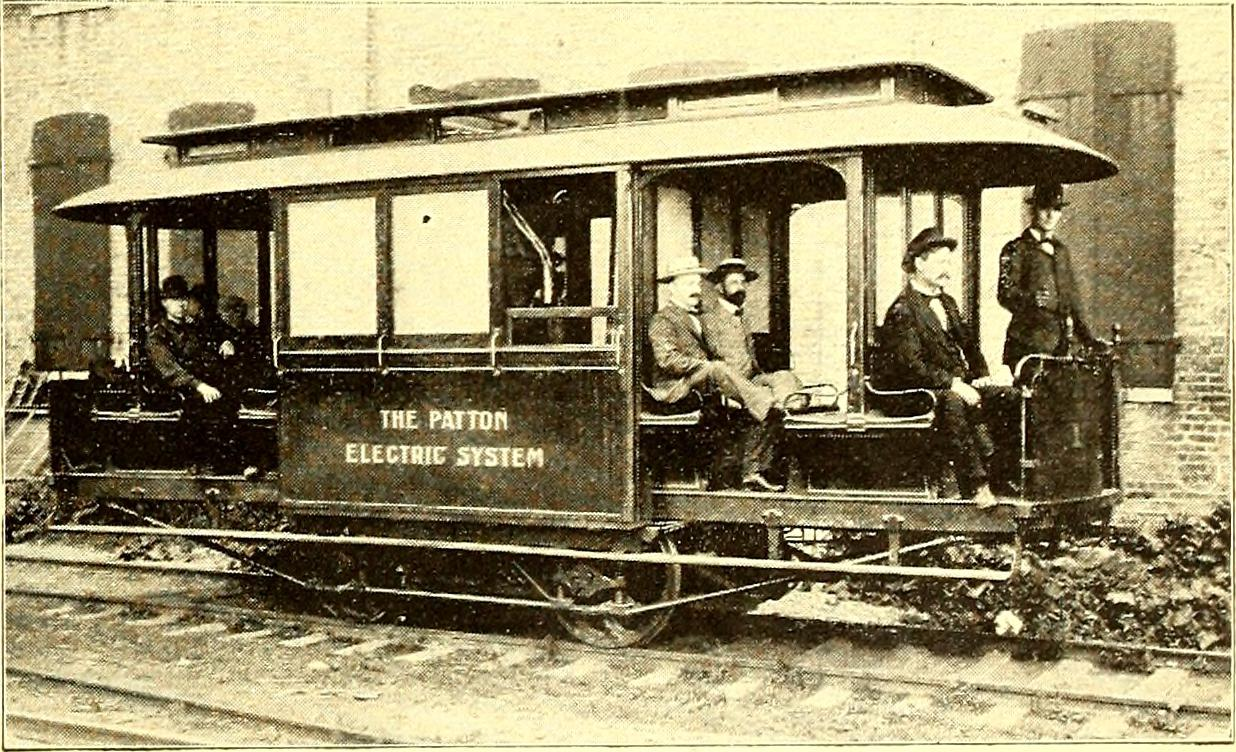
パットン社のハイブリッド路面気動車

### パットン（アメリカ）
アメリカのパットン・モーター社のシステムは最初期のハイブリッド気動車・機関車の一例であり、ガス・エレクトリック方式をとっていた。1889年2月25日にウィリアム・パットンによって特許が申請されており、試作車の構造に似た図が描かれている。1891年には路面電車形の車両が当時プルマン社のカンパニータウンであったイリノイ州プルマン（現在はシカゴの一部）で試験運用を行っており、1897年には小型の機関車がアイオワ州シーダー・フォルスの路面電車会社に販売された。後者はガソリンエンジン（2気筒・25 hp・常に一定の回転数を維持）で分巻発電機（220 V・スターターモーター兼用）を回し、主電動機（35 hp・直並列制御）2基を駆動するとともに鉛蓄電池（200 Ah・100セル）を充電するものであった。
なお、このころは「ハイブリッド」という用語は用いられておらず、19世紀最末期から20世紀最初期にかけて初めて「mixed drive train」という言葉が用いられるようになった。

### ピーパー（ベルギー・フランス）

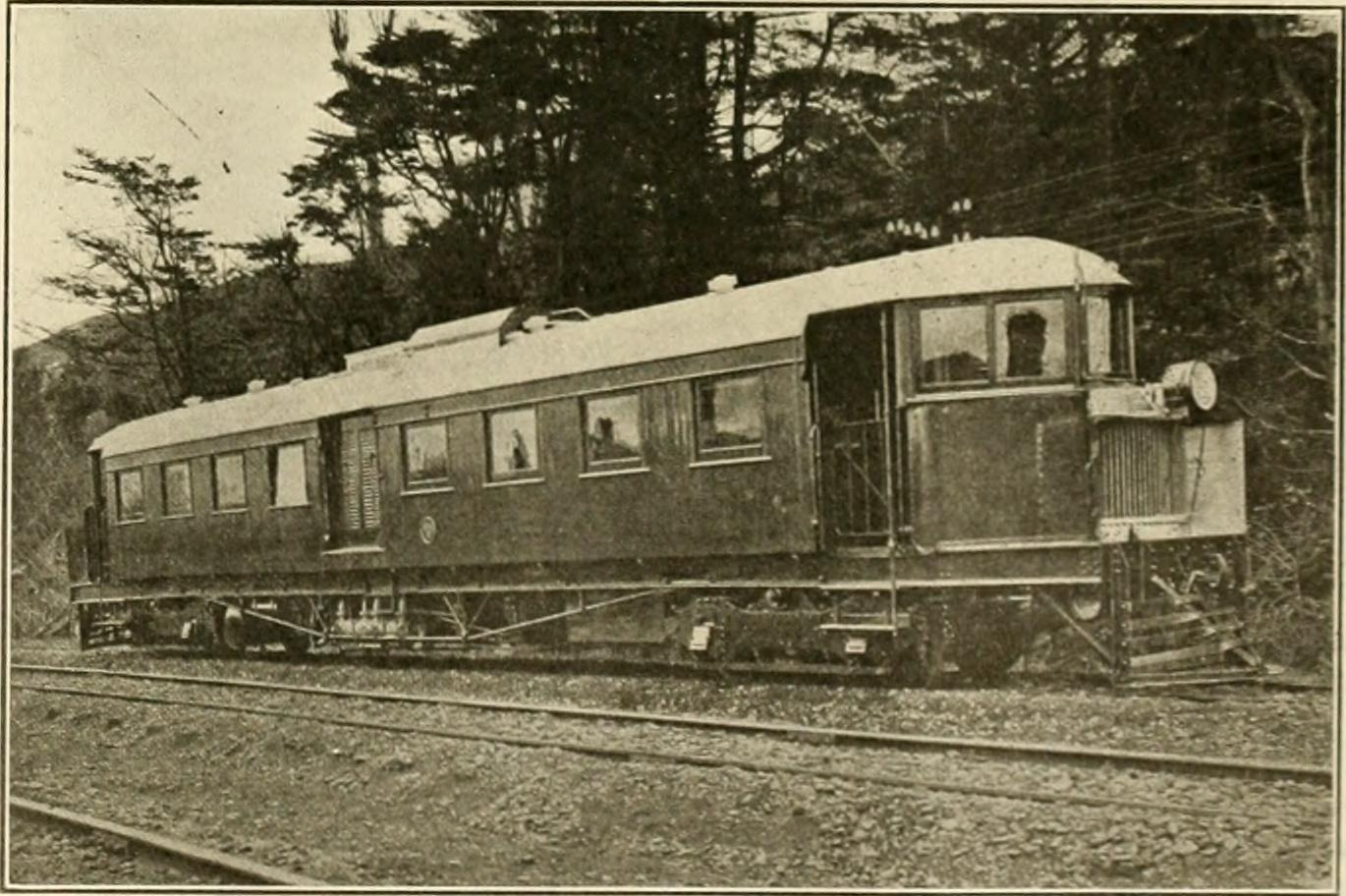
NZR RM形（トーマス・トランスミッション）

1911年ごろにはベルギーの軍需企業であったアンシャン・エタブリスマン・ピーパー社のシステムを採用したハイブリッド気動車がベルギーの狭軌鉄道網とフランスのグランデ・バンリユ鉄道に導入された。

### トーマス（イギリス・ニュージーランド）
イギリスのトーマス・トランスミッション社によるシステムはイギリスで使用され、ニュージーランドではRM形RM2として1両が1916年に導入された。

## 試験・採用例（日本国内）

### JR東日本

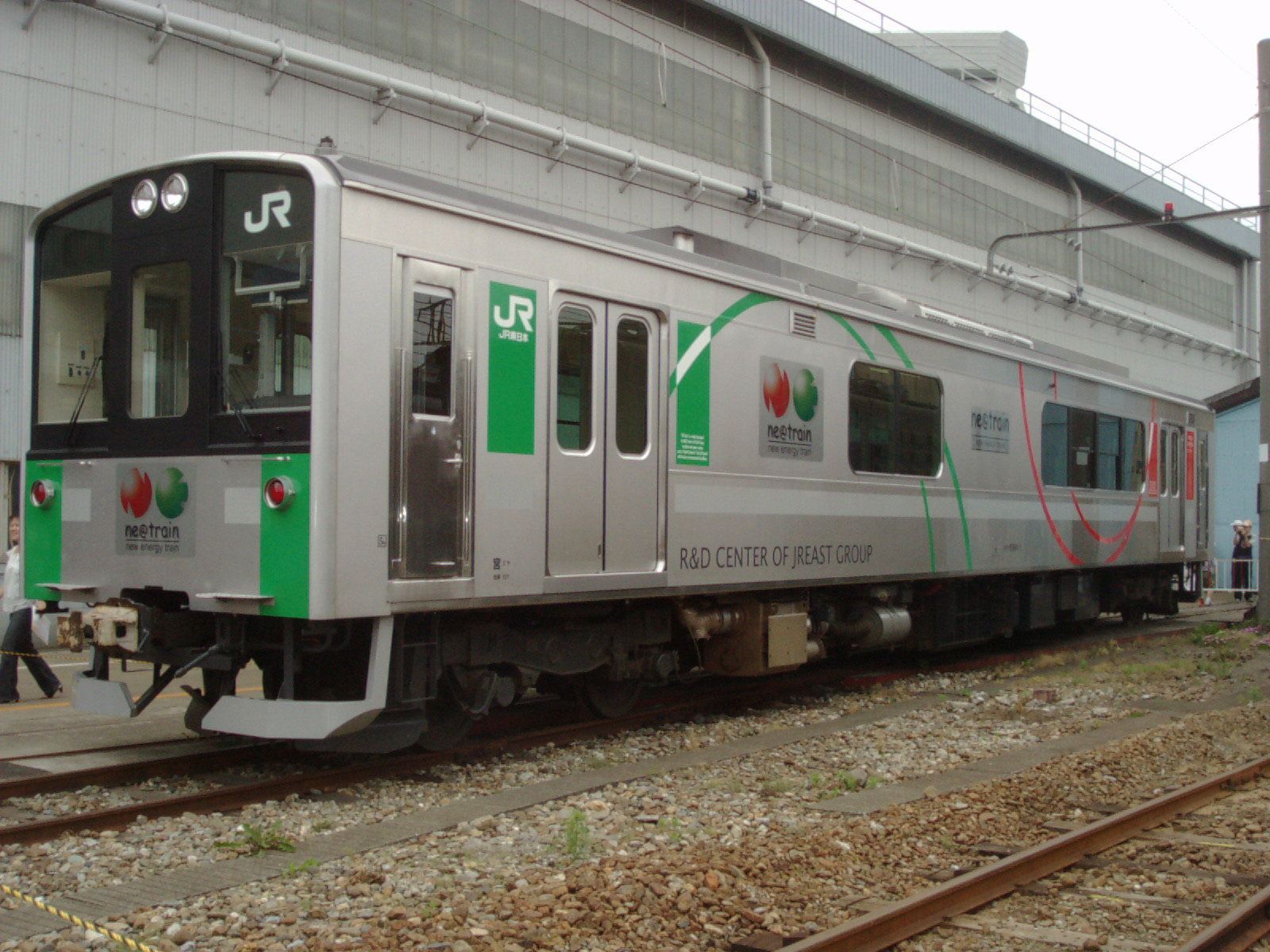
キヤE991形「NEトレイン」

キヤE991形 → クモヤE995形
東日本旅客鉄道（JR東日本）は鉄道総合技術研究所（JR総研）と共同で2003年（平成15年）にシリーズ方式のハイブリッド気動車キヤE991形「NEトレイン」 (New Energy Train) を試作した。キヤE991形は、小型高出力ディーゼルエンジン、オールステンレス製の軽量車体、効率的なパワーエレクトロニクスという有利な条件を具備している。
将来の燃料電池導入もシリーズ式を採用した理由の一つとなっており、実際にキヤE991形は試験終了後の2008年（平成20年）にエンジンと発電機を燃料電池に積み替え、燃料電池ハイブリッド車両クモヤE995形となった。
なお、この車両は燃料電池ハイブリッド車両としての試験を終えた後、燃料電池を下ろしてパンタグラフを取り付け、架線からの電流で蓄電池を充電する蓄電池電車の試験車に再改造されている。
キハE200形
キヤE991形による試験の後、JR東日本によって世界初の営業用ハイブリッド気動車キハE200形が製造されることになり、2007年夏より小海線に3両を投入し、営業運転を行いながらの長期試験が開始された。従来のキハ110系と比較して、小海線内で約10%、最大約20%の燃料消費率の低減が見込まれた。
これらとE231系電車の開発・導入によって、JR東日本は「省エネ車両の継続的導入と世界初のハイブリッド鉄道車両の開発・導入」という理由により、第16回地球環境大賞の文部科学大臣賞を受賞した。
HB-E300系
2010年にJR東日本が導入した観光列車用ハイブリッド気動車。キハE200形の量産型といえる。なお、この形式から形式名に「HB-」がつけられた。
HB-E210系
2015年にJR東日本が仙石東北ライン用に導入したハイブリッド気動車。
FV-E991系
E995系と同様の燃料電池ハイブリッド方式の試験車両。トヨタ自動車との間で水素を活用した包括的な業務連携を締結しており、トヨタの協力により燃料電池技術が導入される。世界で初めて70 MPaの高圧水素を利用し、最大140キロメートルの走行が可能となるという。
1M1Tの2両編成で、建設費は開発費・試験費込みで40億円。2022年3月より、鶴見線・南武線（本線尻手駅 - 武蔵中原駅間および浜川崎支線）で実証試験中。

### JR北海道

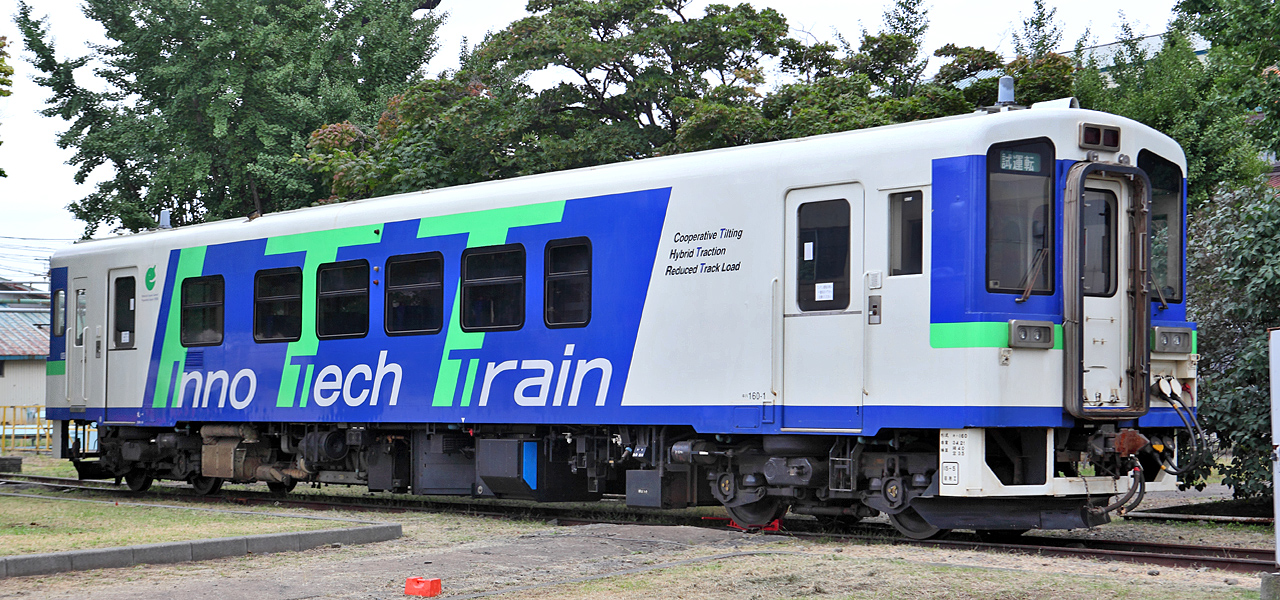
キハ160形

キハ160形改造
2007年10月、北海道旅客鉄道（JR北海道）はモーターアシスト方式（パラレル方式の一種）ハイブリッド気動車の試作車として、同社のキハ160形気動車を改造した「ITT（Inno Tech Train）」を製作した。種車であるキハ160形は液体式気動車であったが、電子制御によるデュアルクラッチトランスミッションの導入により機械式気動車となった。試作車がそうであったように既存の液体式気動車からの改造が容易であることが特徴として挙げられている。
JR北海道のモータアシスト方式ハイブリッド気動車試作車は、2007年11月から2009年1月ごろまで営業線での試験運転を行った。
キハ285系
JR北海道では、ITTで開発された技術を取り入れた車両としてキハ285系を製作した。しかし、JR北海道管内で不祥事が続発する中で「現状としては、『安全対策』と『新幹線の開業準備』に限られた『人』『時間』『資金』等を優先的に投入する必要がある」と判断、「コストとメンテナンスの両面から過大な仕様であること」「速度向上よりも安全対策を優先すること」「従来形式での車両形式の統一によって、予備車共通化による全体両数の抑制と機器共通化によるメンテナンス性の向上が図られること」として、試作車落成直前の2014年9月10日に開発の中止が発表された。

### JR西日本
キハ122形改造
西日本旅客鉄道（JR西日本）は2009年にキハ122形気動車を試験的に改造し、マイルドハイブリッド方式（パラレル方式の一種）の試験を行った。これは回生ブレーキの使用により発生した電力を蓄電池に蓄え、補器類の駆動を中心に、排気ガスを削減したい場合にエンジンの補助として使用するものである。

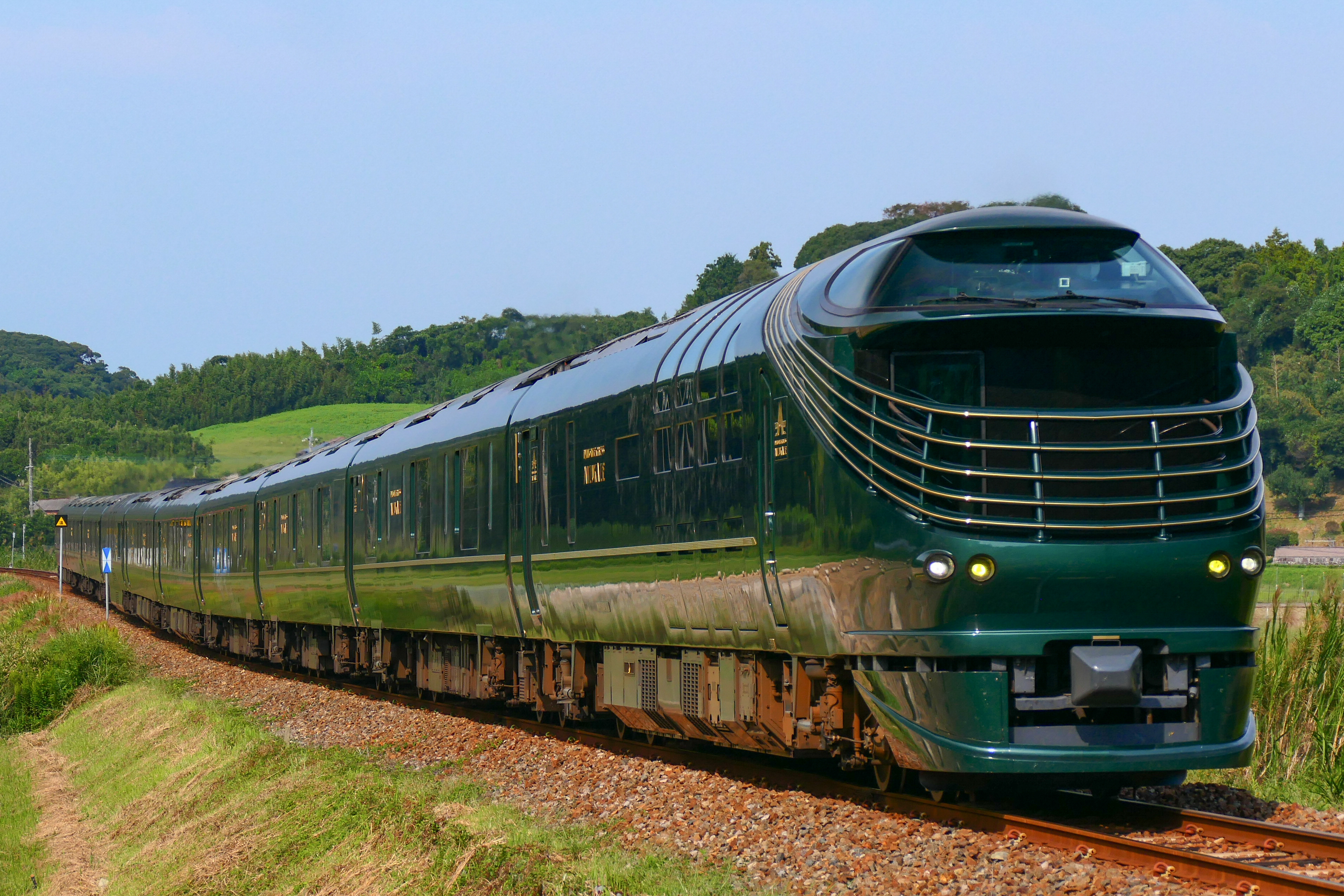
87系
JR西日本が2017年に運転を開始したクルーズトレイン「TWILIGHT EXPRESS 瑞風」用の車両。シリーズハイブリッド方式が採用された。

### JR東海

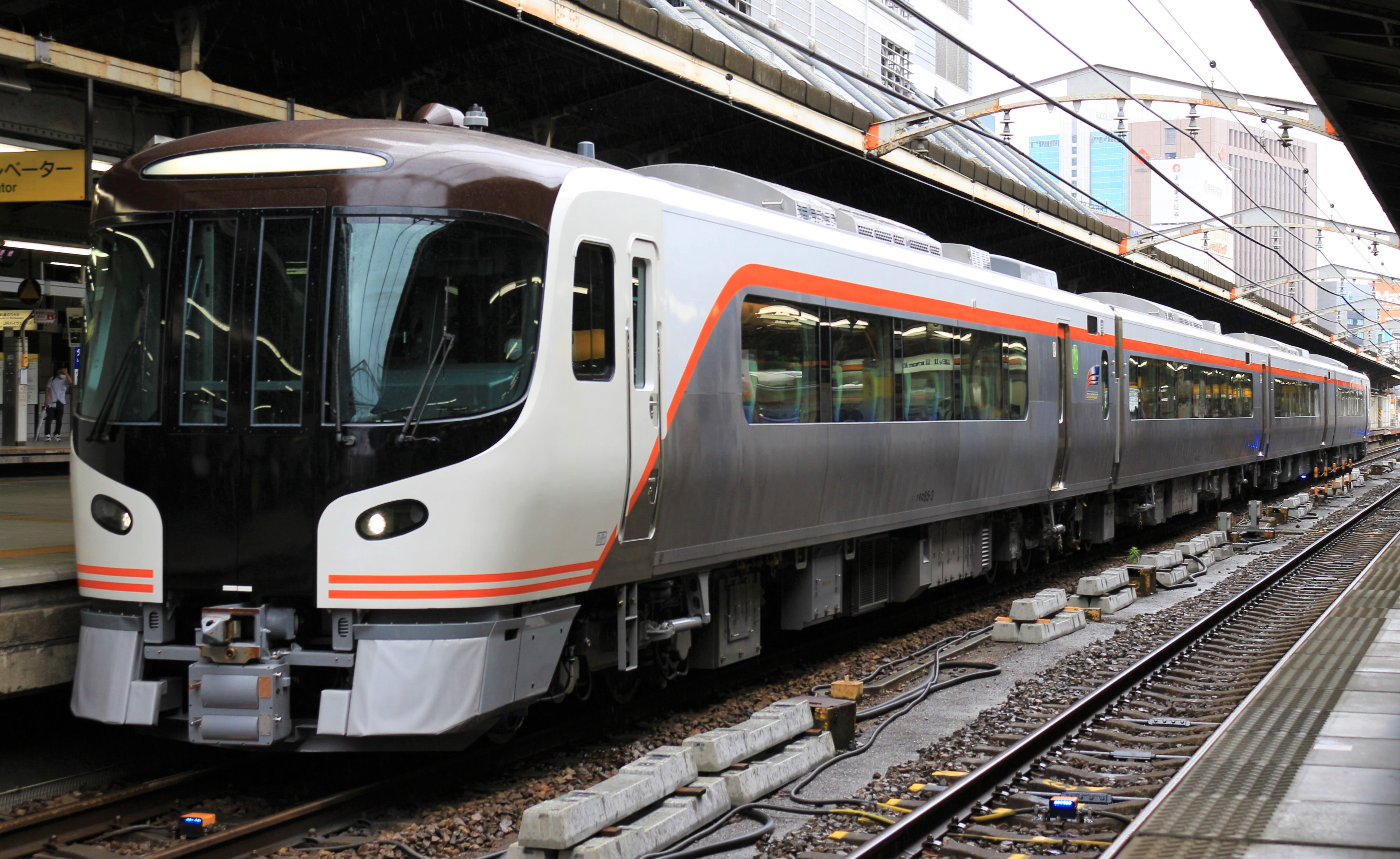
HC85系
東海旅客鉄道（JR東海）は2017年6月、キハ85系気動車の置き換え用となる特急用新型気動車においてシリーズハイブリッド方式を採用することを発表した。形式名はHC85系で、2019年末に量産先行車が日本車輌製造豊川製作所で落成した。その後計画通りに長期試験後の2022年度に量産車58両が落成し、同年7月1日から営業運転を開始した。

### JR九州

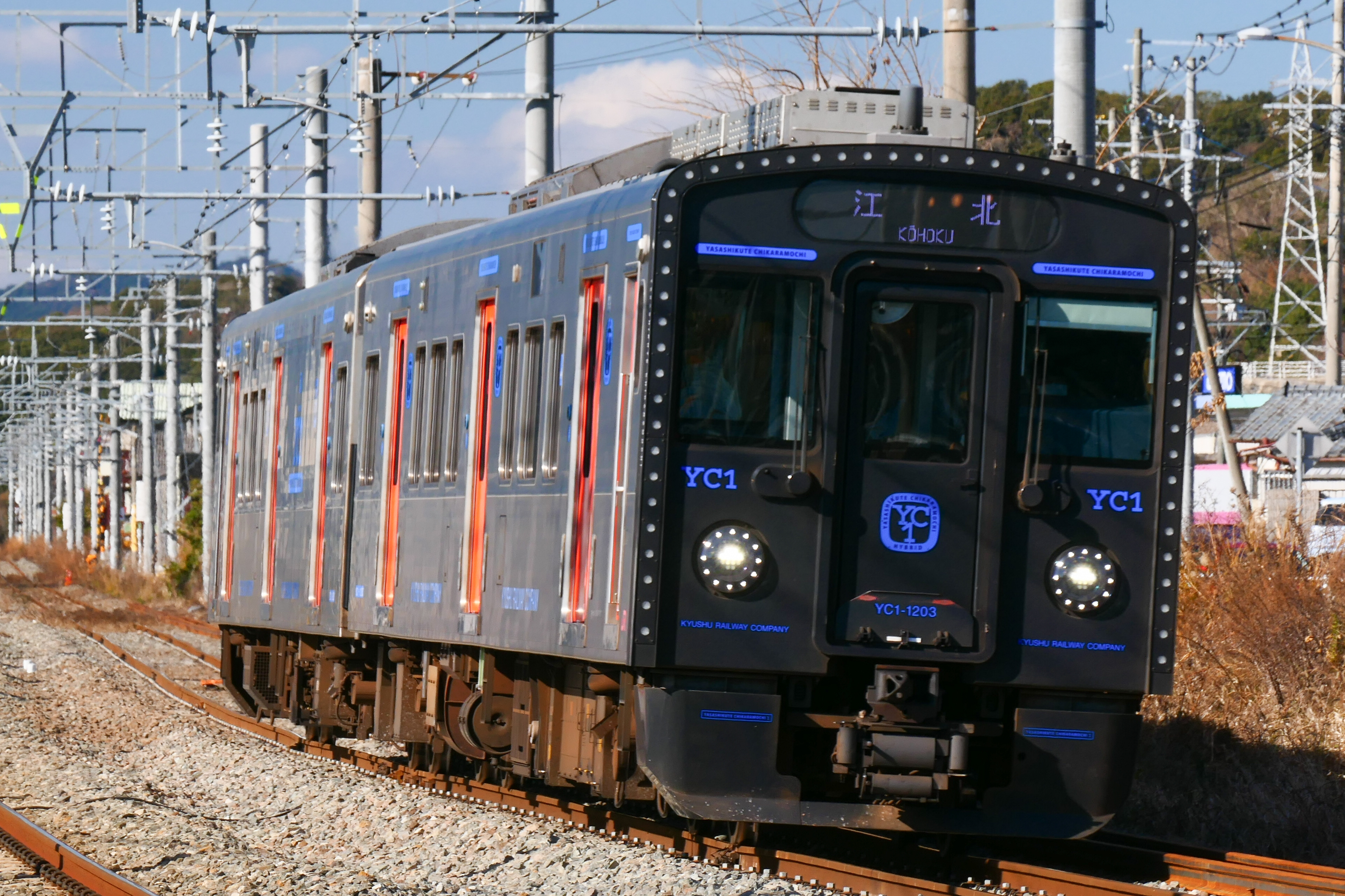
YC1系
2018年1月、九州旅客鉄道（JR九州）が「（非電化区間における）次世代車両」として蓄電池搭載型ディーゼル・エレクトリック車両（ハイブリッド気動車）YC1系を導入することを発表した。2018年6月に川崎重工業兵庫工場で試作編成が落成、納入されている。2020年（令和2年）3月14日のダイヤ改正より、佐世保線（早岐 - 佐世保）、大村線、長崎本線（諫早 - 長崎：旧線含む）で営業運転を開始した。

### JR貨物

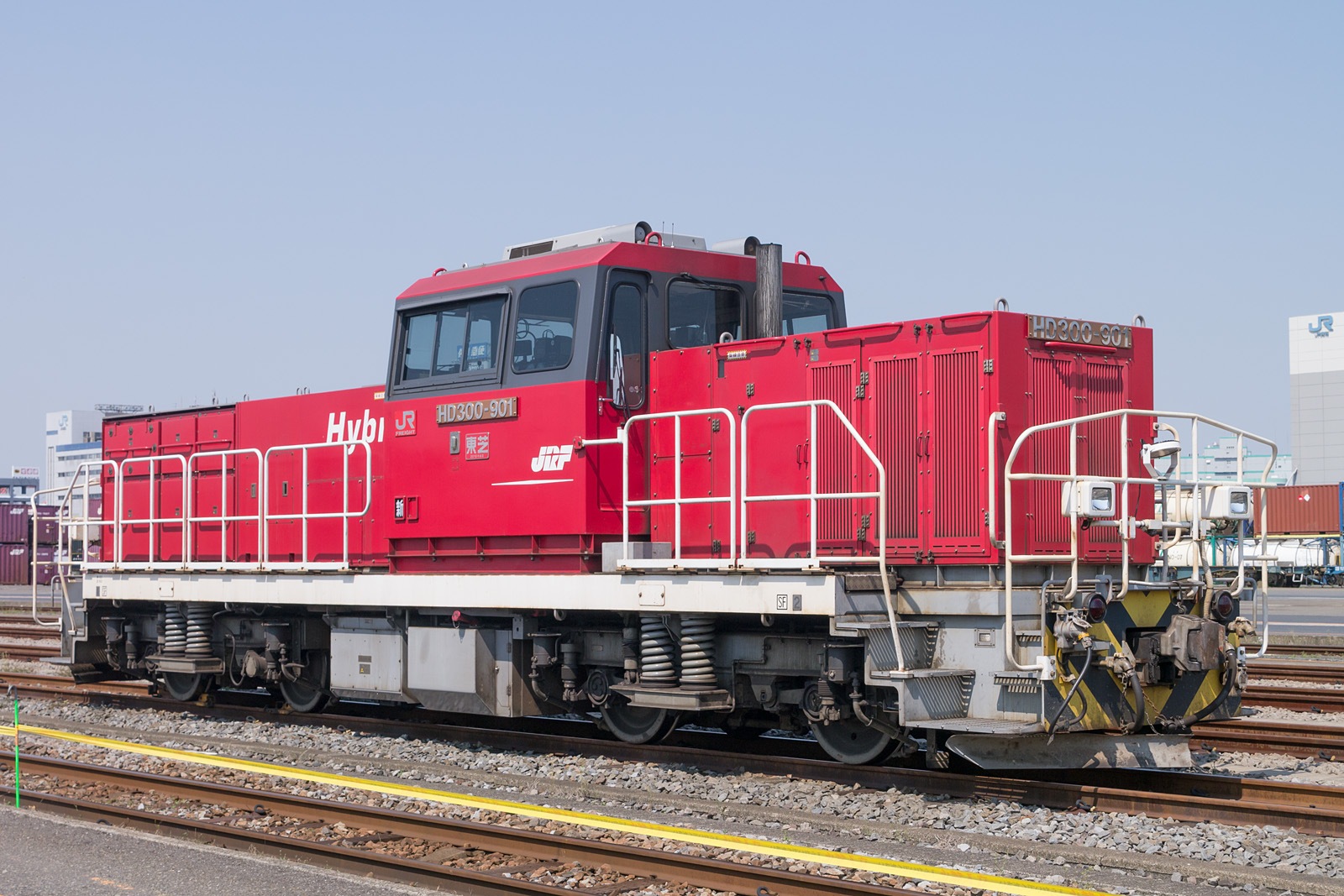
HD300形
日本貨物鉄道（JR貨物）は2010年3月に東芝と共同で開発したハイブリッド機関車であるHD300形の試作車を導入した。この形式は小型ディーゼルエンジンと蓄電池（リチウムイオン二次電池）を備えるシリーズハイブリッド方式を採用した入換用機関車であり、量産車は2012年から生産が開始された。
なお本線用機関車についてもDF200形以降は電気式となり、2017年からはDD200形が製作されているが、これらは走行用の蓄電池を搭載しておらず、従ってハイブリッド方式ではない。

### 近畿車両
Smart BEST
近畿車両が開発するシリーズ式ハイブリッド気動車Smart BESTの試験車が2012年に落成した。この車両はJR西日本及びJR四国管内において試運転を行ったほか、2014年9月から12月にかけては紀勢本線において営業運転も実施している。なお、近畿車両ではこのシステムを自己充電型バッテリー電車と呼称している。

## 20世紀後半以降の試験・採用例（日本国外）

### ČKD（チェコスロバキア）
チェコスロバキアのČKD社は1986年にハイブリッド方式の入換機関車を試作した。この機関車はDA 600と名付けられ、190kWのディーゼルエンジンと4基のモーターを搭載、蓄電池はディーゼルエンジン、回生ブレーキ、外部電源のいずれからも充電が可能で、最大出力は360kWであった。
製造後、ヴェリム鉄道試験線で試運転と改良が行われ、オロモウツの機関区に貸し出された。試作車はそこで10年間使用されたが、蓄電池の調達が十分にできなかったため量産には至らなかった。

### アルストム（ドイツ）
ドイツのアルストムは2000年に行われたイノトランスにコラディア・リレックスの試作車を展示した。この車両はフライホイール・バッテリーを搭載したハイブリッド気動車で、フライホイールは炭素繊維製である。なお、リレックスは派生シリーズであるノルディック、コンチネンタル、ポリバレントとして量産されているが、これらにはハイブリッド車両は存在しない。
また、2013年にはウィリアムズF1のグループ会社であるウィリアムズ・ハイブリッド・パワー社との提携を発表し、2014年までにアルストムの路面電車シリーズであるシタディスにウィリアムズのハイブリッドシステムを搭載して試験を行うことを明らかにした。

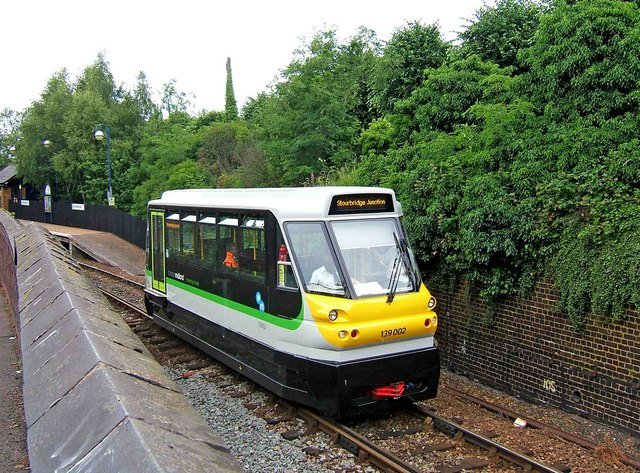
139形

### パリー・ピープル・ムーバーズ（イギリス）
イギリスのパリー・ピープル・ムーバーズ社はフライホイールを用いたハイブリッド気動車システムを開発した。エンジン及び減速時の運動エネルギーの活用により積層鋼板のフライホイールを回し、加速時には静油圧式無段変速機を介して駆動に用いるもので、電気への変換は補機類の稼働のためを除けば行われない。
試験運用は2002年にシュロップシャーとウスターシャーにまたがるセヴァ―ン・ヴァレー鉄道で行われ、2006年からは2年間にわたってウェスト・ミッドランズにあるストアブリッジ・タウン支線で日曜日限定で営業運転が行われた。その後、ストアブリッジ・タウン支線では量産車の139形が導入され、2009年からすべての列車が139形によって運行されている。

### 日立製作所（イギリス）
イギリスではこのほかに2007年にインターシティ125の機関車である43形ディーゼル機関車43 089に日立製作所が開発したハイブリッドシステムを搭載し、試験が行われている。このシステムはシリーズ方式によるもので、蓄電池は機関車直後に連結された客車に搭載、発電システムは従来のまま変えず、蓄電池をチョッパ装置を介してつないだうえで直流電動機から換装された交流電動機をVVVFインバータで制御した。日立製作所によれば、排出ガスは50％、燃料消費量は20％の削減が見込まれ、新造車両の場合にはさらなる燃料の節約が期待されるとされた。試験車両は「Hayabusa」と名付けられ、グレート・セントラル・レールウェイでの6か月間の試験走行を経て検測車のニュー・メジャーメント・トレインに組み込まれ200km/hでの走行試験が行われたが、その後ハイブリッドシステムを降ろしてイースト・ミッドランズ・トレインズで通常運用に就いている。

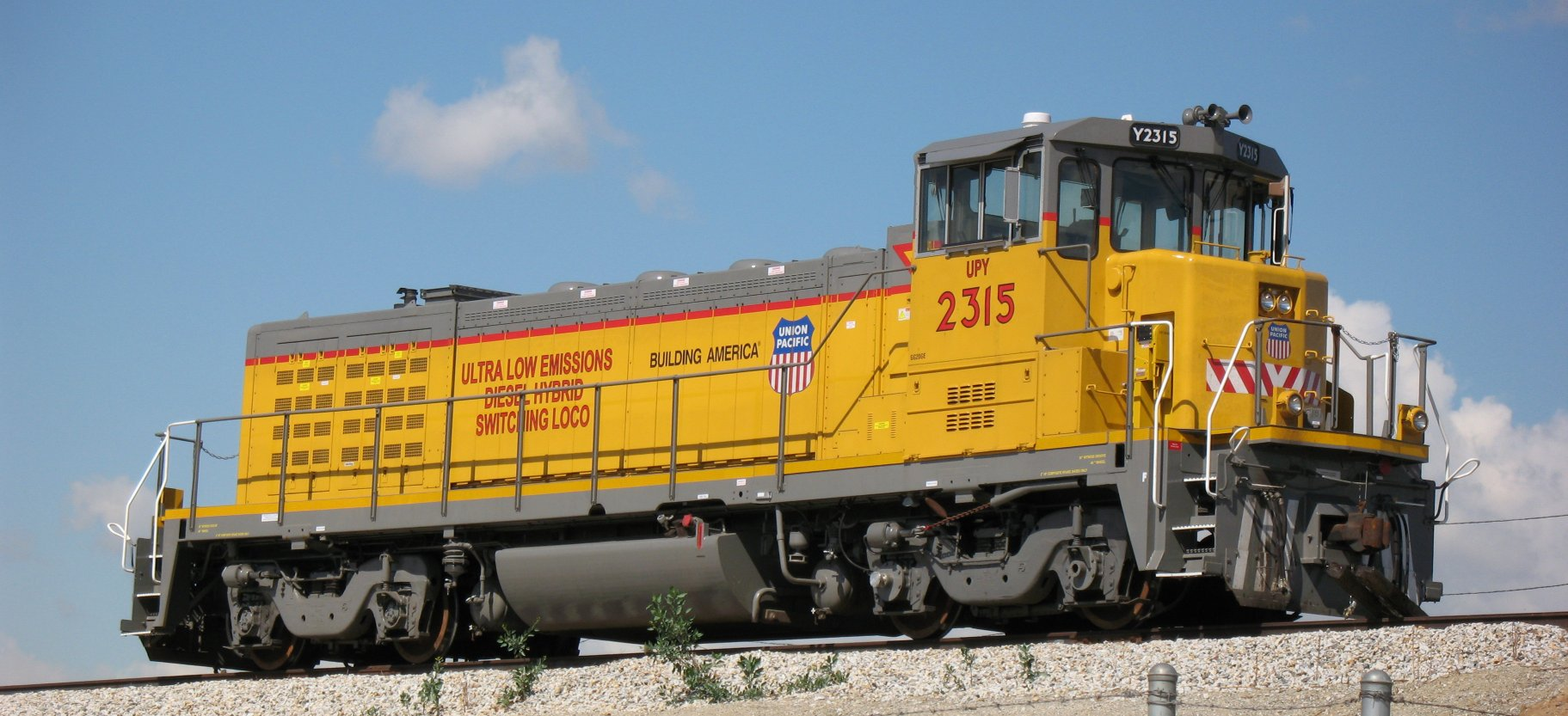
ユニオン・パシフィック鉄道のGG20B形機関車

### レールパワー（カナダ他）
カナダのレールパワー・テクノロジーズ社はEMDやGE製の入換機関車のハイブリッド化改造車であるGG20B形を開発した。試験運用はアメリカで2004年に開始され、ユニオン・パシフィック鉄道やカナディアン・パシフィック鉄道から注文を受けている。これらは既存のディーゼル機関車と比べ、排出ガスを最大90％、燃料消費量を最大60％削減することが期待されている。

### ゼネラル・エレクトリック（アメリカ）
元ゼネラル・エレクトリック子会社で2019年からはワブテック傘下のGEトランスポーテーションは、2007年5月24日にロサンゼルス・ユニオン駅でハイブリッド機関車の試作車の展示を行った。エボリューション・シリーズの一員となることが予想され、2010年には2014年から2015年にかけての量産化を目指すとされたものの、2018年時点では明確なスケジュールは明らかにされていない。

### リバー・ストリート・ストリートカー（アメリカ）
ジョージア州サバンナでは、2008年に観光用の路面電車であるリバー・ストリート・ストリートカーで当時運行されていたメルボルントラムW形をバイオディーゼル燃料を用いたハイブリッド気動車に改造した。この車両は翌2009年2月11日から定期運用を開始したが、この路線は2015年ごろに運行を停止している。

### シナラ・トランスポート・マシーンズ（ロシア）
ロシアでは、シナラ・トランスポート・マシーンズ社が2011年末にTEM9形のハイブリッド方式版であるTEM9N形（TEM9H形とも・ロシア語: ТЭМ9Н）をリュディノフスキー機関車工場で製造し、2012年4月27日にモスクワのリガ駅で展示された。4軸の入換機関車で、蓄電にはリチウムイオン電池と電気二重層コンデンサを、駆動には交流モーターを用いており、発電機と電池・コンデンサの合計出力は1200hpである。2013年には3両の量産先行車が製造されることになっており、また、2014年と2016年に1両の導入予定が報じられている。

### トランスマッシュホールディング（ロシア）
トランスマッシュホールディングは2019年8月28日にPRO//Motion.Expoにてハイブリッド方式の入換機関車の試作車を公開した。都市部での使用を考えた2軸の入換機関車で、200kWのディーゼルエンジンと240kWのリチウムイオン電池を搭載している。ロシア鉄道による使用が決定しており、2020年からの量産が予定されている。